# Isòtops del copernici
El copernici (Cn) no té cap isòtop estable. S'han caracteritzat 9 isòtops, el més estable dels quals és el 285Cn, amb un període de semidesintegració de 10 minuts.

## Taula
| Símbol del núclid | Z(p)                | N(n)                | massa isotòpica(u)  | període de semidesintegració | Espín nuclear | composició isotòpics representativa (fracció molar) | rang de variació natural (fracció molar) |
| Símbol del núclid | energia d'excitació | energia d'excitació | energia d'excitació | període de semidesintegració | Espín nuclear | composició isotòpics representativa (fracció molar) | rang de variació natural (fracció molar) |
| ----------------- | ------------------- | ------------------- | ------------------- | ---------------------------- | ------------- | --------------------------------------------------- | ---------------------------------------- |
| 277Cn             | 112                 | 165                 | 277.16394(14)#      | 1.1(7) ms [0.69(+69-24) ms]  | 3/2+#         |                                                     |                                          |
| 278Cn             | 112                 | 166                 | 278.16431(57)#      | 10# ms                       | 0+            |                                                     |                                          |
| 279Cn             | 112                 | 167                 | 279.16655(53)#      | 0.1# s                       |               |                                                     |                                          |
| 280Cn             | 112                 | 168                 | 280.16704(69)#      | 1# s                         | 0+            |                                                     |                                          |
| 281Cn             | 112                 | 169                 | 281.16929(106)#     | 10# s                        | 3/2+#         |                                                     |                                          |
| 282Cn             | 112                 | 170                 | 282.16977(76)#      | 30# s                        | 0+            |                                                     |                                          |
| 283Cn             | 112                 | 171                 | 283.17179(83)#      | 4.2(2.1) min                 |               |                                                     |                                          |
| 284Cn             | 112                 | 172                 | 284.17238(91)#      | 31(18) s                     | 0+            |                                                     |                                          |
| 285Cn             | 112                 | 173                 | 285.17411(78)#      | 40(30) min                   | 5/2+#         |                                                     |                                          |